# Endurance (barco)
El Endurance (en castellano, Resistencia) fue el buque rompehielos en el que se llevó a cabo en 1914 la Expedición Imperial Transantártica, también conocida como la Expedición «Endurance», emprendida por sir Ernest Shackleton. Construido en 1912 en Sandefjord, Noruega, se hundió tres años después, atrapado por las placas de hielo del mar de Weddell, en la Antártida.
A principios de marzo de 2022 fueron descubiertos sus restos sobre el lecho marino, a 3000 m de profundidad y cuatro millas al sur de la posición registrada originalmente por el capitán de la expedición, Frank Worsley.

## Diseño y construcción
El navío fue una iniciativa de Adrien de Gerlache y Lars Christensen, que en principio buscaban comercializar una embarcación destinada a reducidos grupos de turistas adinerados o a expediciones de caza de osos polares. Fue diseñado por Ole Aanderud Larsen y construido en el astillero de Framnæs, en Sandefjord, Noruega. Fue construido bajo la supervisión del maestro constructor de naves de madera Christian Jacobsen, conocido por su insistencia en trabajar con empleados experimentados en la navegación así como expertos constructores de naves.
Los problemas financieros llevaron a De Gerlache a dejar el proyecto a un lado y Christensen acabó vendiendo el buque a Ernest Shackleton por 11 600 libras esterlinas (unos 67 000 dólares), sensiblemente por debajo del precio de coste. A pesar de las pérdidas, los constructores se congratularon de que el barco fuese destinado a acometer los proyectos del ya entonces prestigioso explorador anglo-irlandés. Una de las primeras decisiones de este tras su adquisición fue cambiarle el nombre original Polaris (epónimo de Polaris, la estrella polar) por el de Endurance, inspirado en el lema familiar Fortitudine vincimus («Resistiendo venceremos»).
La nave medía 43,9 m de eslora y 7,6 m de manga y desplazaba 356 toneladas. Aunque su casco negro parecía similar al de otras naves de un tamaño comparable, fue diseñado para perdurar en condiciones extremas de clima polar. Cada junta y cruz asegurada encajaban para darle mayor fuerza. Su quilla estaba formada por cuatro piezas de roble macizo, una encima de otra, hasta un grosor de 7 pies y 1 pulgada (2,159 metros), mientras que sus costados medían entre 2,5 pies (60,96 cm) y 18 pulgadas (45,72 cm) de ancho, con el doble de cuadernas de lo normal, teniendo estas el doble de grosor. Había sido construido con tablas de roble y abeto noruego de más de medio pie (15,24 cm) de grosor, enfundados en palo verde, una madera notablemente dura y resistente. A su arco, punto donde entraría en contacto con el hielo, se le prestó especial atención. Cada listón fue realizado de un único roble, escogido por su forma, de modo que su estructura natural concordase con la curva del diseño de la nave. Una vez situadas en conjunto, las piezas tenían un grosor de 4 pies con 4 pulgadas (1,3208 m). De sus tres mástiles, el delantero era de aparejo redondo y velas cuadras, mientras que los dos siguientes llevaban un primer plano y velas de popa, como una goleta. En el momento de su botadura, el Endurance fue probablemente la nave construida en madera más resistente, tan solo superada por el Fram, la nave utilizada por Fridtjof Nansen y después por Roald Amundsen, que fue diseñada para que, en caso de quedar atrapada, pudiera flotar sobre el hielo en lugar de simplemente oponerle resistencia.
El Endurance, partió del puerto de Londres el 1 de agosto de 1914 al mando de Frank Worsley, estaba impulsado por un motor de vapor de 350 CV (260 kW), alimentado con carbón  y capaz de alcanzar una velocidad de 10,2 nudos (19 km/h).

## La expedición imperial transantártica
La expedición tenía su cuartel general situado en Londres, y más concretamente en el número 4 de New Burlington Street. Los expedicionarios partieron de los East India Docks el 1 de agosto de 1914 habiendo planeado iniciar la travesía antártica desde un punto cercano a la bahía Vahsel, en la zona sur del mar de Weddell, alcanzar el Polo Sur y continuar la marcha hasta la isla Ross en el extremo opuesto del continente. Por una casualidad del destino, el día de la partida coincidió con la entrada oficial del Reino Unido en la Primera Guerra Mundial, por lo que Shackleton dudó si sería adecuado partir. Tras una larga deliberación con los miembros de la expedición, Shackleton envió un telegrama al Almirantazgo en la que afirmaba que la expedición estaba a disposición de lo que decidiera el gobierno. La respuesta que recibió fue únicamente "proceda". Posteriormente llegaría otra comunicación procedente directamente de Winston Churchill (por aquel entonces Primer Lord del Almirantazgo). El barco zarpó de Plymouth el 9 de agosto de 1914, con destino a Buenos Aires.
El objetivo inicial de la misión tuvo que ser abandonado cuando el Endurance quedó atrapado en el hielo cerca de su destino en la bahía de Vahsel. Más tarde quedaría destrozado, aplastado por los bloques de hielo que lo aprisionaban, lo que obligó a la tripulación del barco y a los miembros de la expedición a realizar un viaje épico en trineo atravesando el helado mar de Weddell y posteriormente en bote hasta la isla Elefante, en el archipiélago de las islas Shetland del Sur (Islas Piloto Pardo, según la denominación oficial chilena). Una vez allí, reconstruyeron uno de sus pequeños botes (el James Caird) y Shackleton junto con Worsley, y otros 4 hombres (Tom Crean,Timothy Macarthy,John Vincent y Henry Mc Neish) navegaron a través del tormentoso Atlántico Sur hasta la isla Georgia del Sur en busca de ayuda. Este viaje embarcados en un bote, de tan solo 6,7 m d eslora (el James Caird) a través del paso Drake hasta Georgia del Sur a finales del otoño antártico (abril-mayo) era arriesgadísimo y posiblemente no tiene rival en la historia de la navegación, además fue una asombrosa muestra de la habilidad de Worsley para la navegación, ya que para orientarse sólo tenía un pequeño sextante que tenía que manejar en un diminuto bote agitado por las tormentas y olas gigantescas. Tocaron tierra en la costa sur de la isla Georgia del Sur y atravesaron la cordillera que recorría la isla como si fuera su espina dorsal, en 36 horas en un igualmente destacable viaje (el interior de la isla aún no había sido cartografiado), hasta alcanzar la base ballenera de Grytviken, donde consiguieron ayuda. Los veintidós hombres que habían permanecido en la Isla Elefante fueron rescatados por el buque  Yelcho, de la Armada de Chile comandado por el Capitán Luis Pardo Villalón, el 30 de agosto de 1916, veintidós meses después de haber llegado a la isla Georgia del Sur y tras otros tres intentos fallidos a causa de las pésimas condiciones meteorológicas. Toda la tripulación del Endurance sobrevivió.
Una partida con suministros había sido enviada al otro extremo del continente para que depositara víveres para el grupo de Shackleton. El barco de este grupo, el Aurora, anteriormente propiedad de Douglas Mawson, se perdió en una tormenta, quedando su carga varada, pero a pesar de todas las dificultades a las que tuvieron que enfrentarse, lograron atravesar la Barrera Helada de Ross para depositar los víveres en el lugar que habían previsto inicialmente. Sin embargo, esta proeza costó la vida de diez hombres, y sólo tres de los perros de trineo sobrevivieron, Oscar, Gunner y Towser. Posteriormente serían llevados de vuelta al zoológico de Wellington donde pasarían el resto de sus vidas.
Muchos de los detalles de la expedición fueron filmados y fotografiados por Frank Hurley, el fotógrafo del grupo. Los diarios de la expedición fueron cuidadosamente guardados y se han preservado hasta nuestros días.

## Tripulación
La lista compuesta por los 28 tripulantes del Endurance:
| Integrante            | Nac. y muerte | Cargo                 | Nacionalidad   | Nacionalidad   |
| --------------------- | ------------- | --------------------- | -------------- | -------------- |
| Sir Ernest Shackleton | 1874-1922     | Primer comandante     | Irlanda        | Irlanda        |
| Frank Wild            | 1873-1939     | Segundo comandante    | Inglaterra     | Inglaterra     |
| Frank Worsley         | 1872-1943     | Capitán del Endurance | Nueva Zelanda  | Nueva Zelanda  |
| Hubert Hudson         | 1886-1942     | Navegador             | Inglaterra     | Inglaterra     |
| Lionel Greenstreet    | 1889-1979     | Primer oficial        | Inglaterra     | Inglaterra     |
| Tom Crean             | 1877-1938     | Segundo oficial       | Irlanda        | Irlanda        |
| Alfred Cheetham       | 1867-1918     | Tercer oficial        | Inglaterra     | Inglaterra     |
| Lewis Rickinson       | 1883-1945     | Ingeniero jefe        | Inglaterra     | Inglaterra     |
| Alexander Kerr        | 1892-1964     | Segundo ingeniero     | Inglaterra     | Inglaterra     |
| Dr. James McIlroy     | 1879-1968     | Cirujano              | Irlanda        | Irlanda        |
| Dr. Alexander Macklin | 1889-1967     | Cirujano              | Inglaterra     | Inglaterra     |
| Robert Clark          | 1882-1950     | Biólogo               | Escocia        | Escocia        |
| Leonard Hussey        | 1891-1964     | Meteorólogo           | Inglaterra     | Inglaterra     |
| James Wordie          | 1889-1962     | Geólogo               | Escocia        | Escocia        |
| Reginald James        | 1891-1964     | Físico                | Inglaterra     | Inglaterra     |
| George Marston        | 1882-1940     | Artista               | Inglaterra     | Inglaterra     |
| Thomas Orde-Lees      | 1877-1958     | Experto en motores    | Inglaterra     | Inglaterra     |
| Harry McNish          | 1874-1930     | Carpintero            | Escocia        | Escocia        |
| Charles Green         | 1888-1974     | Cocinero              | Inglaterra     | Inglaterra     |
| William Stevenson     | 1889-1953     | Bombero               | Inglaterra     | Inglaterra     |
| Albert Holness        | 1892-1924     | Bombero               | Inglaterra     | Inglaterra     |
| John Vincent          | 1879-1941     | Marinero              | Inglaterra     | Inglaterra     |
| Timothy McCarthy      | 1888-1917     | Marinero              | Irlanda        | Irlanda        |
| Walter How            | 1885-1972     | Marinero              | Inglaterra     | Inglaterra     |
| William Bakewell      | 1888-1969     | Marinero              | Estados Unidos | Estados Unidos |
| Thomas McLeod         | 1869-1960     | Marinero              | Escocia        | Escocia        |
| Perce Blackborow      | 1894-1949     | Mayordomo, polizón    | Gales          | Gales          |
| James Frank Hurley    | 1885-1962     | Fotógrafo             | Australia      | Australia      |

Blackborow fue rechazado a bordo, por un lado debido a su juventud e inexperiencia, por otro debido a que la expedición ya contaba con suficientes tripulantes. Ayudado por William Bakewell, uno de sus amigos, Tim McCarthy y Walter How le ayudaron a introducirse en secreto en la nave, y consiguió viajar como polizón escondido en un armario del castillo de proa. En la fecha en que fue descubierto, la expedición había llegado demasiado lejos como para que Shackleton no pudiese tomar otra elección que aceptarlo a bordo. Desempeñó la labor de mayordomo por un sueldo de tres libras mensuales y terminó por demostrar su valor consiguiendo la Medalla Polar de Bronce y el honor de ser el primer ser humano en pisar la isla Elefante.
Chippy (también llamado Mrs. Chippy), el gato del carpintero Harry McNish, en ocasiones fue considerado, por algunos de los tripulantes, como uno más a bordo. Según palabras textuales de McNish, «era un animal tan especial que todos en la expedición lo conocían como señora Chippy».

## Descubrimiento del pecio
El 9 de marzo de 2022, los restos del Endurance fueron descubiertos por una expedición realizada a bordo del buque S. A. Agulhas II (originalmente destinada a estudiar la barrera de hielo Larsen). El casco de la embarcación estaba en buen estado de conservación, a aproximadamente 3000 metros de profundidad y a unos 7,5 km de la posición en la que el capitán Frank Worsley registró su hundimiento, en el mar de Weddell. Esta expedición logró tomar fotos del pecio mediante vehículos no tripulados de alta tecnología.

## ElEnduranceen la cultura moderna
Alfred Lansing escribió un libro titulado Endurance: Shackleton's Incredible Voyage sobre la odisea que Shackleton y sus hombres vivieron a bordo de su nave. Se convirtió en superventas ya con su primera publicación en 1959, aunque con las siguientes reediciones se ha mantenido entre los más vendidos hasta bien entrada la década de los 90. Dos embarcaciones patrulleras antárticas de la Marina Real Inglesa (Royal Navy) fueron bautizadas con el nombre Endurance en honor al buque de Shackleton. La primera, el HMS Endurance (originalmente botado como Anita Dan). Cumplió con las funciones de patrulla en el hielo y como buque de investigaciones hidrográficas hasta 1986. El actual HMS Endurance es un rompehielos de clase 1A1, comprado a Noruega en 1992, donde se conocía como el MV Polar Circle. Con base en Portsmouth pero realizando incursiones antárticas anuales, donde puede llegar a penetrar a través de 0,9 m de hielo a una velocidad media de tres nudos, con una tripulación de ciento veintiséis marineros y portando dos helicópteros Westland Lynx. 
Asimismo, en el mundo de los videojuegos aparece en Tomb Raider para PS3, XBOX 360 y PC de 2013, dado que el barco de los protagonistas se denomina Endurance. En la película Interstellar es el nombre de la nave en órbita que califican de expedición final.